# Tombe double d'Oberkassel

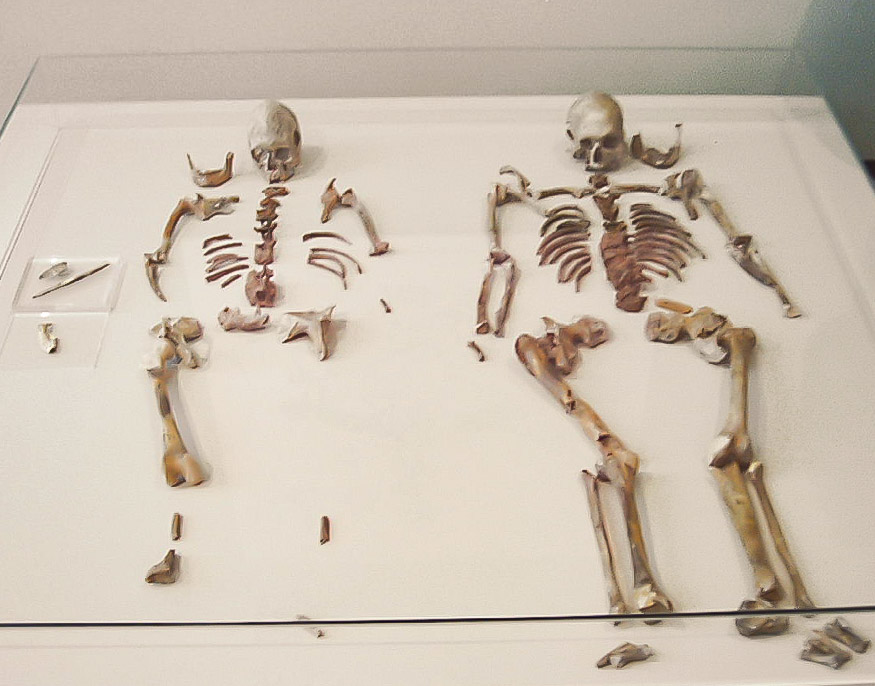
Les deux squelettes de la tombe d'Oberkassel avec, à gauche près de la femme, des dents d'un chien et des objets en os. Rheinisches Landesmuseum Bonn.

La double tombe d'Oberkassel est une sépulture de l'Épipaléolithique, découverte en 1914 par des ouvriers carriers dans l'actuel quartier d'Oberkassel, à Bonn, en Allemagne.
Sous des blocs plats de basalte reposaient les squelettes d'un homme d'environ 50 ans et d'une femme de 20 à 25 ans, ensevelis dans une couche clairsemée d'argile et de craie rouge, ainsi que des restes d'un chien et des objets travaillés dans des os d'autres animaux.
Selon diverses datations au carbone 14, les squelettes bien conservés appartiennent à la culture Federmesser du Tardiglaciaire, entre 14 000 et 13 300 ans avant le présent (AP). Cela en fait – après la tombe de la Klausenhöhle (de) en Bavière – la deuxième sépulture la plus ancienne d'Homo sapiens connue en Allemagne.
Les squelettes, les objets funéraires et une partie des dents du chien sont exposés au Rheinisches Landesmuseum Bonn (Musée national LVR à Bonn).
À l'occasion du 100e anniversaire de la découverte, le musée a présenté l'exposition « Chasseurs de l'ère glaciaire - La vie au paradis » du 23 octobre 2014 au 28 juin 2015. Les visages des deux personnes enterrées ont été reconstitués pour cette exposition.

## Découverte

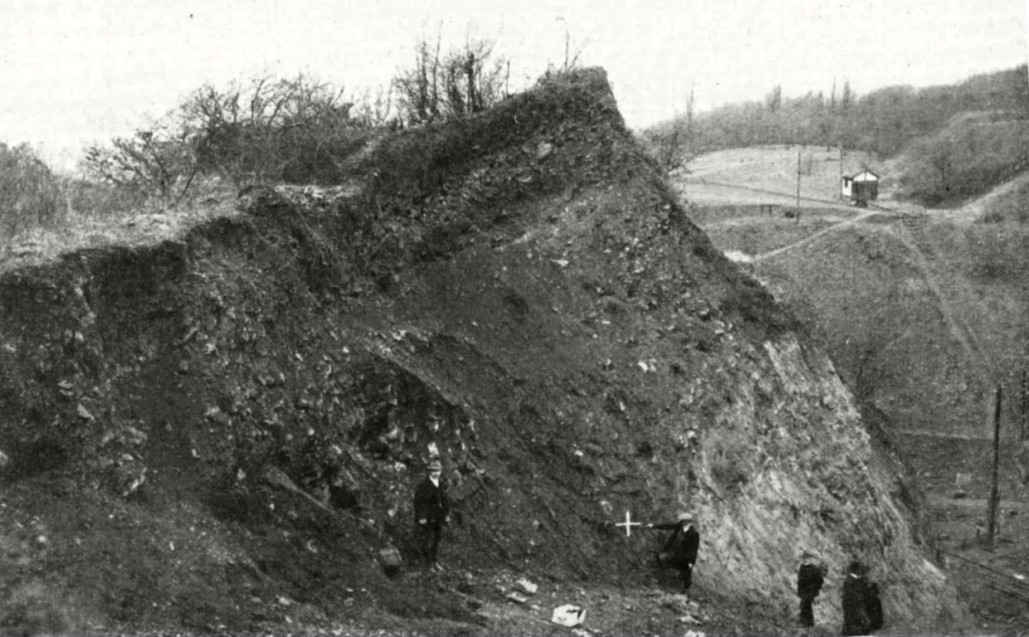
Localisation de la découverte, marquée d'une croix blanche. Photo de 1914.

En février 1914, alors qu'ils déblaient des décombres dans la carrière « Am Stingenberg », deux ouvriers découvrent des ossements qu'ils reconnaissent comme des restes humains. Les os et la terre qui les entouraient étaient de couleur rougeâtre, les os en bon état, les deux crânes presque intacts. Les travaux sont alors interrompus et Franz Kissel, professeur à Oberkassel, veille à ce que la découverte soit sécurisée. Sous l’un des crânes est découvert un objet osseux étroit, d’environ 20 cm de long, sculpté à une extrémité. Les restes osseux sont donc déposés dans une vieille caisse à munitions de carriers.
Le propriétaire de la carrière, Peter Uhrmacher, ayant signalé la découverte à l'Université de Bonn, le physiologiste Max Verworn, l'anatomiste Robert Bonnet et le géographe Franz Heiderich se présentent à Oberkassel le 21 février. Comme la notification mentionnait une « épingle à cheveux », un ornement de cheveux féminin, les scientifiques ont d’abord cru qu’il s’agissait d’une découverte datant de l’époque romaine ou franque. Cependant, ils reconnurent cette épingle à cheveux comme un outil en os, utilisé comme lissoir ou grattoir pour la fourrure, datable de la fin de la période glaciaire (« diluvium »).

## Lieu de la découverte

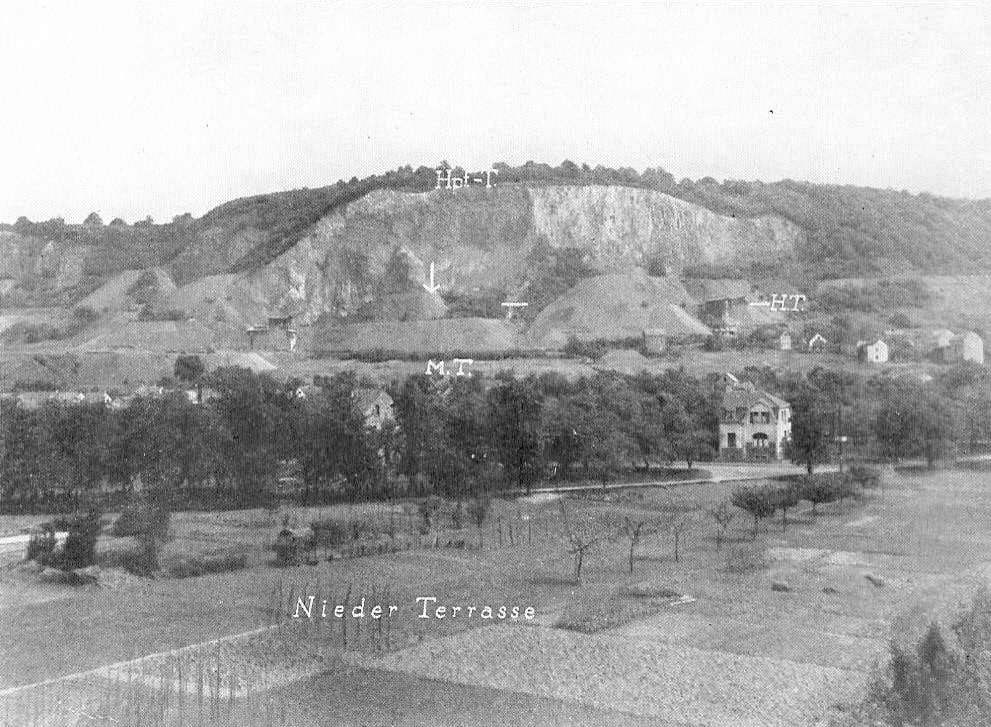
Photo historique du Rabenlay avec référence au site (flèche blanche).

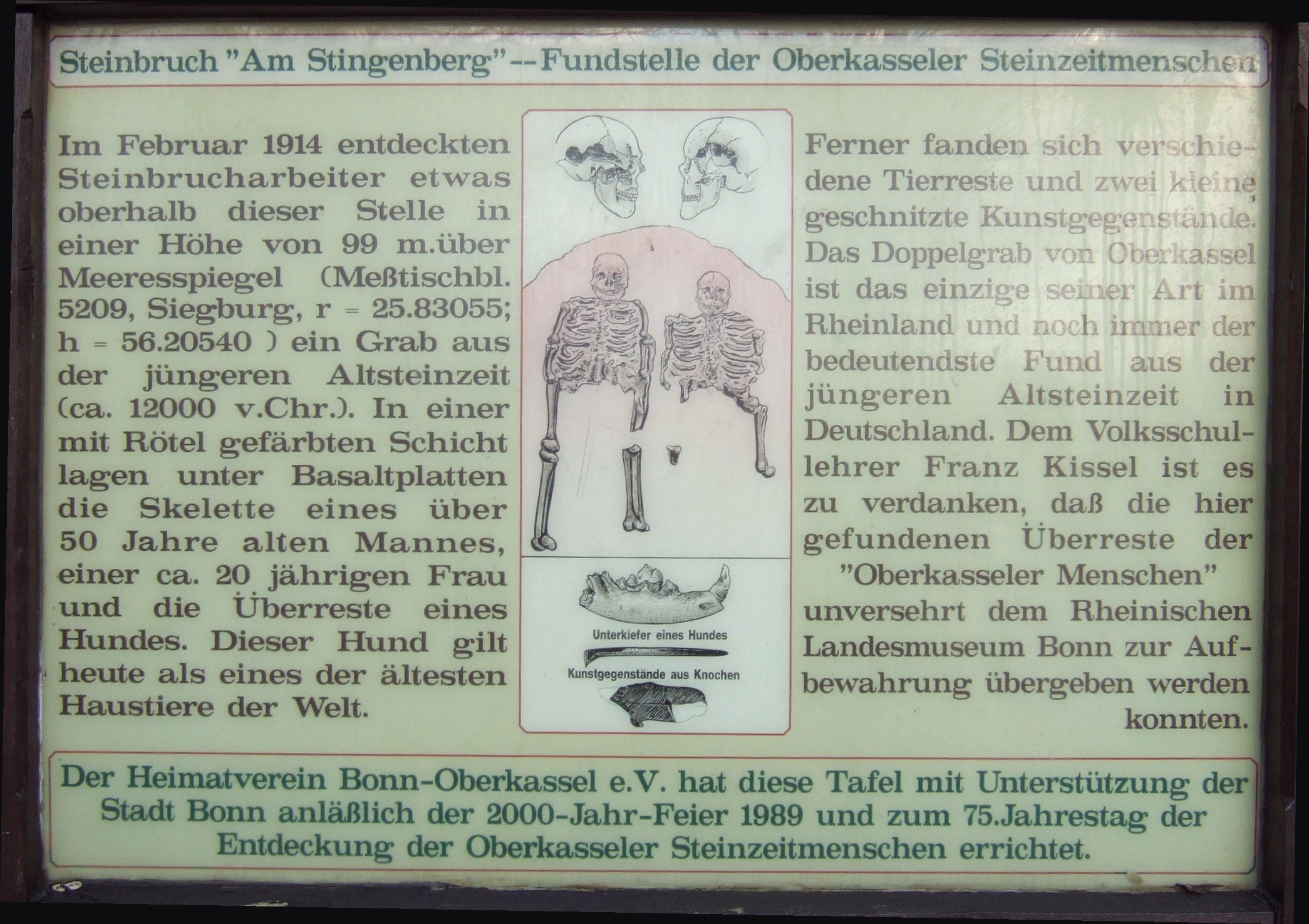
Panneau d'information sur le lieu de la découverte.

Dans la carrière « Am Stingenberg », à Oberkassel, on exploitait depuis des décennies du basalte qui s'est élevé il y a environ 25 millions d'années le long d'une fissure parallèle au cours du Rhin et appartient au volcanisme tertiaire du Siebengebirge. Cette ligne basaltique, le « Rabenlay », déterminait la direction du Rhin. À ce point sud, on l'appelle « Kuckstein ».
Avant la construction de la carrière, il y avait là une forte pente, qui avait été éliminée par l'exploitation de la carrière. Le site se trouvait au pied d'un dénivelé abrupt, à une hauteur de 99 m au-dessus du niveau de la mer. Le site n'a pas été cartographié, mais le géologue de Bonn Gustav Steinmann en a rédigé une description. La couche supérieure, d'environ 0,5 m d'épaisseur, était constituée d'une couche d'humus et de déblais provenant de la carrière. Au-dessous se trouvaient des décombres suspendus d'environ 6 m d'épaisseur, constitués de blocs plus ou moins altérés et de morceaux de basalte, mélangés à de l'argile basaltique. Il n'y avait aucun matériau de loess à l'intérieur ou au-dessus, mais des décombres de quartz qui avaient roulé ou avaient été emportés de la terrasse principale depuis la hauteur du Kuckstein.
À la base de ce tas de décombres suspendus se trouvaient les squelettes et les objets funéraires, ainsi qu'une canine d'un animal et une « dent de bovidé ». Les deux dents étaient situées dans une couche rougeâtre de 0,1 m d’argile sableuse. En contrebas s'étendait du sable gris-jaune provenant de la haute terrasse du Rhin, jusqu'à 4 m de profondeur. Au-dessous, une couche d'un mètre de basalte se prolongeait en profondeur et se décomposait en argile en surface. Dans la couche de couleur rouge qui s'étendait vers la paroi basaltique ont également été trouvés des ossements d'animaux, que Steinmann a décrits comme suit : « [...] une mâchoire inférieure droite de loup, une dent d'ours des cavernes et des os de cerf, ainsi que du charbon de bois attaché à certains os. ».
Les experts n’excluent pas la possibilité de trouver des squelettes supplémentaires sous les décombres suspendus.

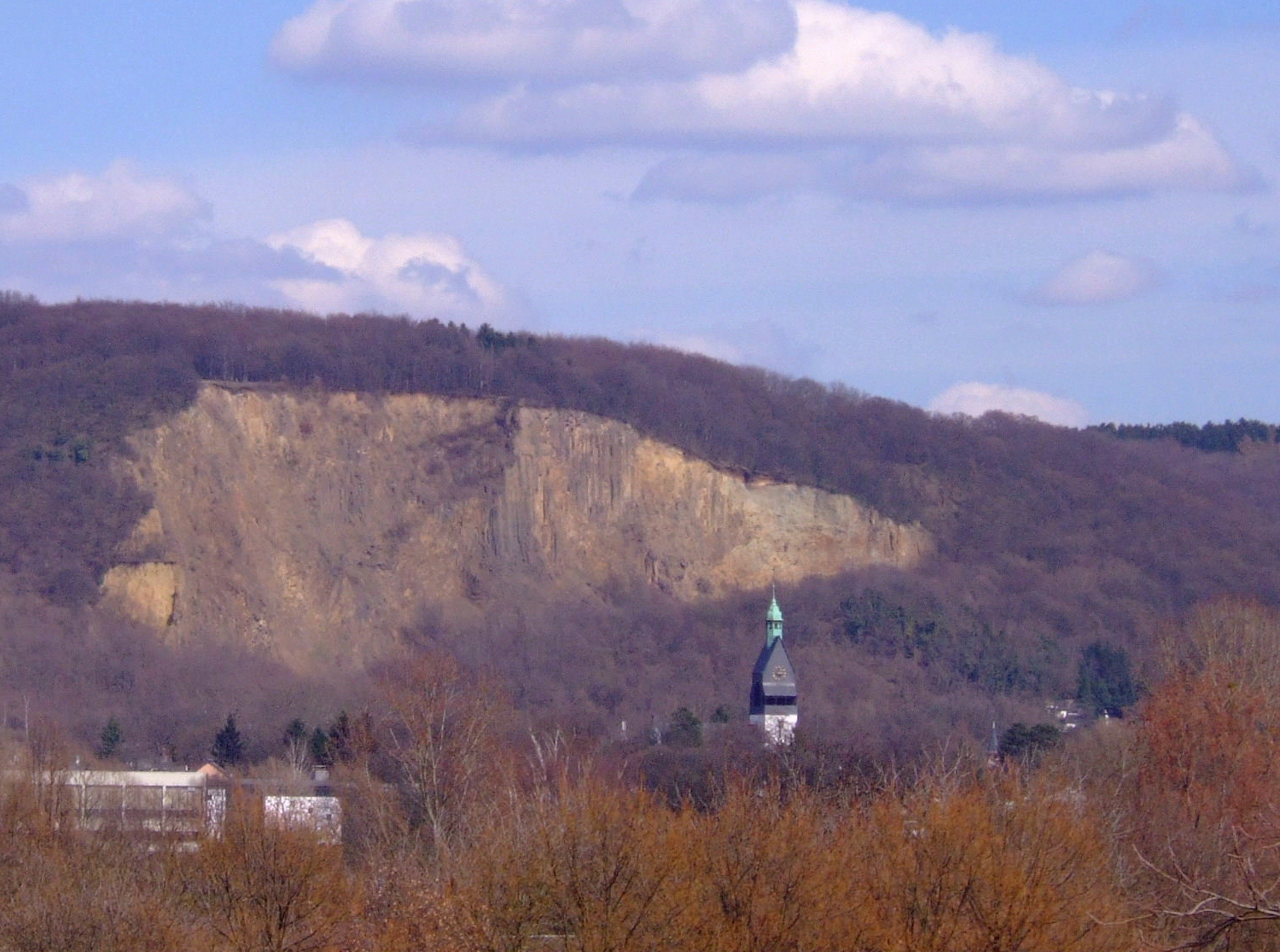
Le Rabenlay aujourd'hui.
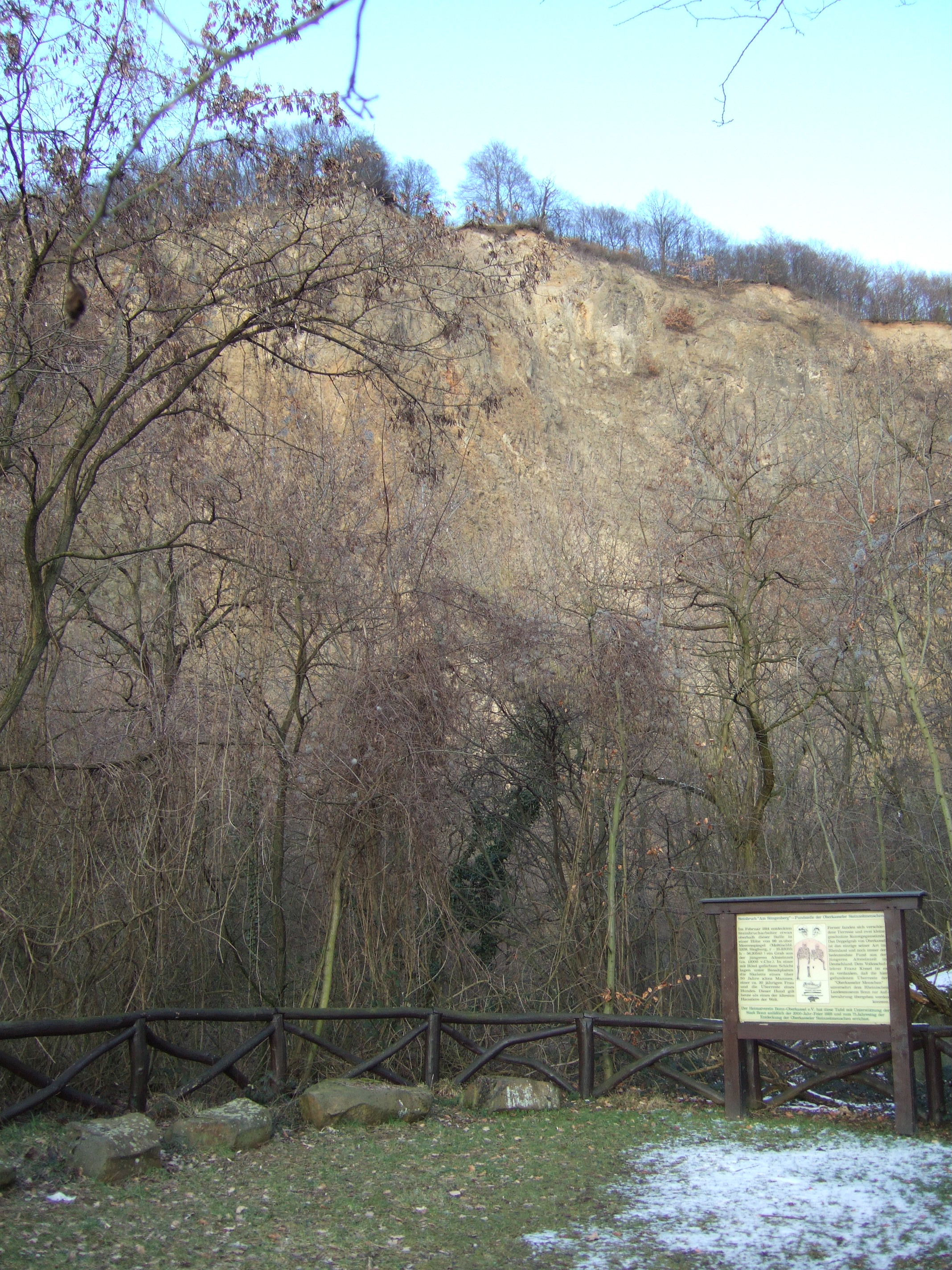
Site de la découverte.
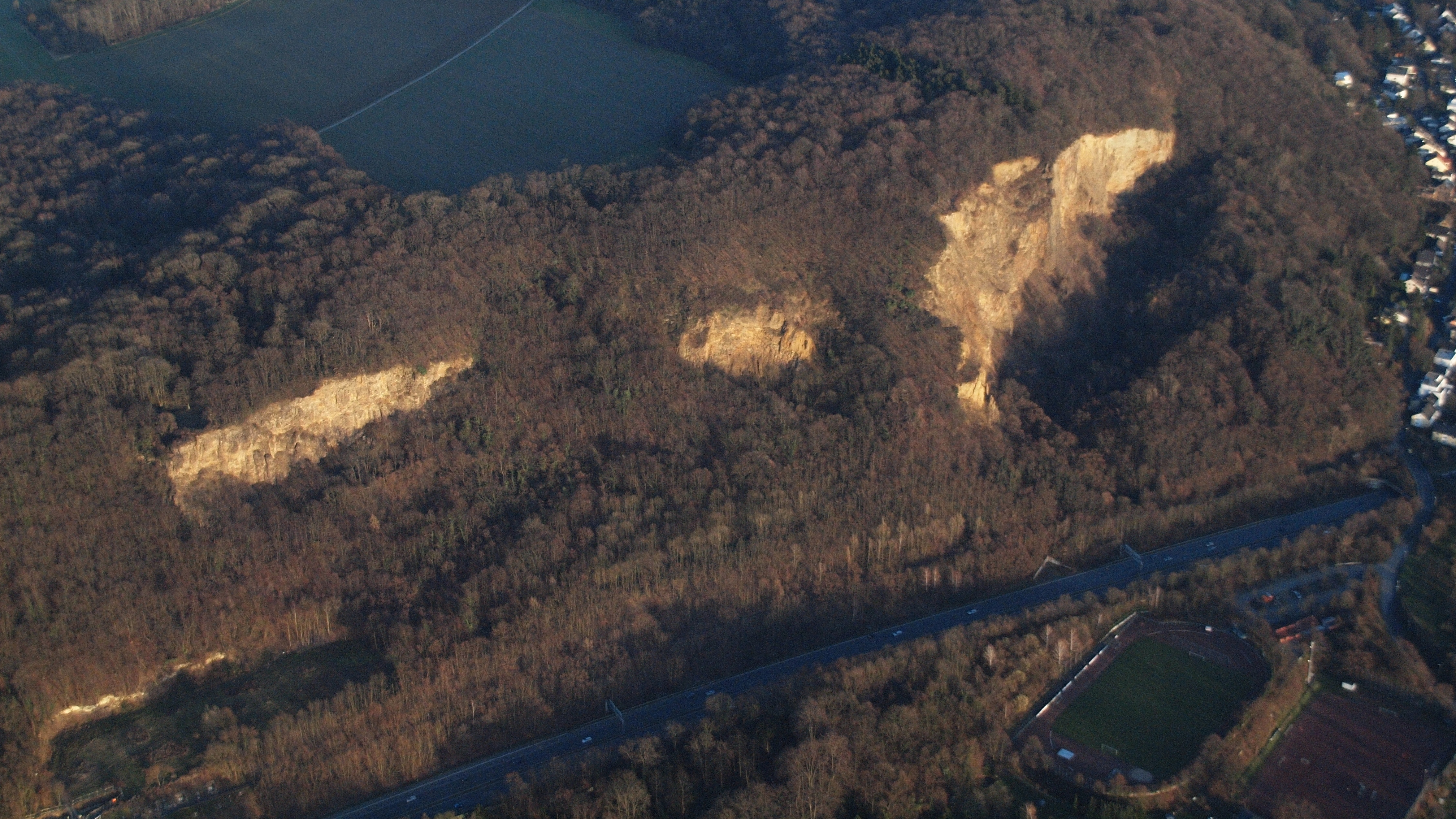
Vue aérienne du Rabenlay et du Kuckstein. En arrière-plan, les champs d'Oberholtorf.

## Rapport de fouilles

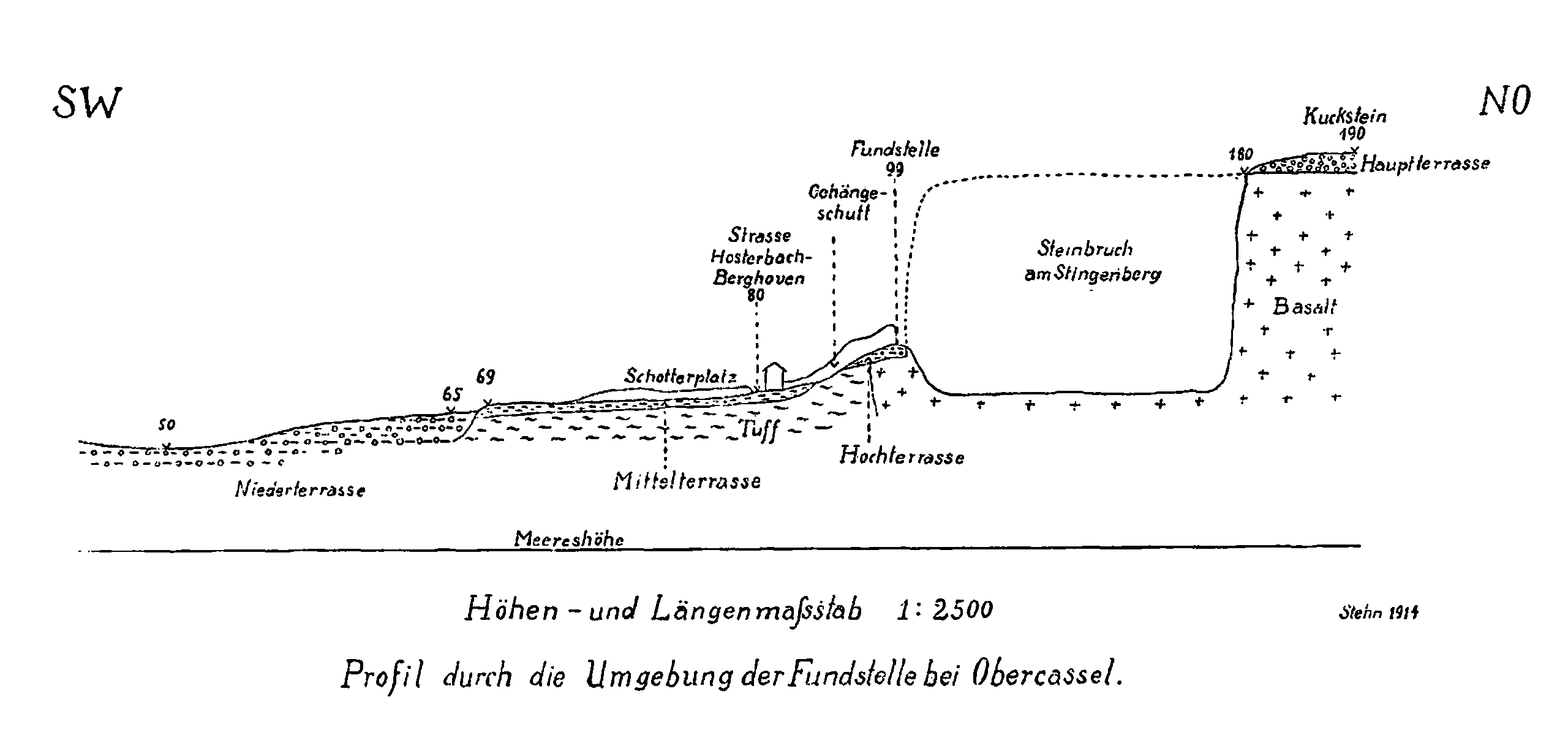
Coupe du terrain et localisation de la découverte (n° 99). Dessin de 1914.

En 1919, Verworn, Bonnet et Steinmann rédigèrent un rapport complet sur la découverte d'Oberkassel, que l'Université de Bonn publia à l'occasion de son centenaire. Verworn écrit sur les circonstances de la découverte :
« Nous avons suivi avec impatience M. Uhrmacher jusqu'à la cabane de travail de la grande carrière de basalte, où les trouvailles osseuses nous ont été présentées dans une vieille boîte à explosifs. Nous avons immédiatement aperçu deux crânes bien conservés, dont un seul a été légèrement endommagé par un coup lors du creusement. Ce que nous avons d’abord remarqué sur l'un des crânes, c’est le développement extraordinairement fort des points d’attache musculaires. [...] Mais surtout nous avons remarqué que non seulement les crânes, mais aussi une grande partie des autres os du squelette qui reposaient de manière désordonnée dans la petite boîte étaient recouverts d'une couche parfois assez épaisse de matière de couleur rouge déjà rencontrée dans les sites paléolithiques de la vallée de la Vézère, consistant apparemment en une craie rouge qui avait sans doute partiellement imprégné la terre autour des squelettes, et était donc au moins du même âge qu'eux. Cependant, nous osions encore à peine croire que les squelettes étaient paléolithiques jusqu'à ce que nous visitions nous-mêmes le site. Sous une pluie battante, M. Uhrmacher Jr. nous a conduits à l’endroit où les squelettes avaient été découverts. » – M. Verworn, R. Bonnet, G. Steinmann, La découverte humaine diluvienne d'Obercassel près de Bonn. Wiesbaden 1919, p. 2-3.
Deux jours plus tard, d'autres fouilles ont été effectuées, au cours desquelles les scientifiques de Bonn ont voulu vérifier si la couche de découvertes avait une superficie et une profondeur plus importantes et si d'autres trouvailles pouvaient être attendues à proximité. Il est vite apparu que presque toute l'étendue du site avait déjà été découverte et qu'il ne pouvait s'étendre qu'un peu plus loin en direction du mur de gravier. Cette hypothèse était correcte : le site pouvait être retracé à environ un demi-mètre dans le tas de gravier. Quelques os de tarse et des phalanges d'orteils ont également été trouvés. Mais ensuite, la couche de craie rouge s’est arrêtée et il ne restait plus aucun os. Même dans le secteur accessible pour une fouille complémentaire, il n'y avait aucun signe d'autres découvertes possibles, à l'exception de quelques fragments d'os épars qui avaient été perdus lors de la première récupération des squelettes.

## Lieu de stockage ou de sépulture?
Le 23 juin 1914, Verworn, Bonnet et Steinmann rendirent compte de leurs découvertes à la Société anthropologique de Bonn et abordèrent la question de savoir dans quel type d'endroit les squelettes avaient été découverts. Ils sont arrivés à la conclusion que la découverte était un lieu de sépulture et non une zone de stockage. Vraisemblablement, les chasseurs diluviaux auraient campé à proximité, probablement sous la protection du mur de basalte, et auraient enterré les morts avec leurs biens non loin de là, en les entourant soigneusement de grandes quantités de teinture rouge et de grosses pierres selon les rites.
Ce qui ne peut plus être reconstitué avec précision en raison des circonstances de la découverte, c'est la position des deux squelettes dans la tombe. On peut se demander s'ils ont été enterrés parallèlement, comme c'est le cas aujourd'hui dans la présentation du Musée national LVR à Bonn. Le manque de connaissances à ce sujet est également l’une des raisons pour lesquelles les circonstances de la mort et de l’enterrement commun restent encore floues aujourd’hui.

## Les crânes
En 1914, Robert Bonnet publia dans la revue Die Natur Wissenschaften une première description des deux squelettes, qui fut précisée cinq ans plus tard dans une publication de l'Université de Bonn. L'analyse squelettique de Bonnet est désormais saluée par les archéologues et les anthropologues comme étant extrêmement précise et complète, ne laissant rien à désirer.
En plus des crânes et mandibules bien conservés, Bonnet a découvert que presque tous les os importants des squelettes masculin et féminin avaient été retrouvés, entiers ou en fragments. Selon cette découverte, seuls manquaient les os du carpe et du tarse, un fémur, quelques doigts et orteils, ainsi que les sternums.
De là, le scientifique a conclu que la découverte d'Oberkassel était l'une des meilleures découvertes diluviennes à ce jour, en raison de son état de conservation, de la certitude dans la détermination de son âge géologique et archéologique, de son exhaustivité et du fait qu'elle est constituée de deux squelettes, l'un masculin, l'autre féminin.

### Crâne féminin

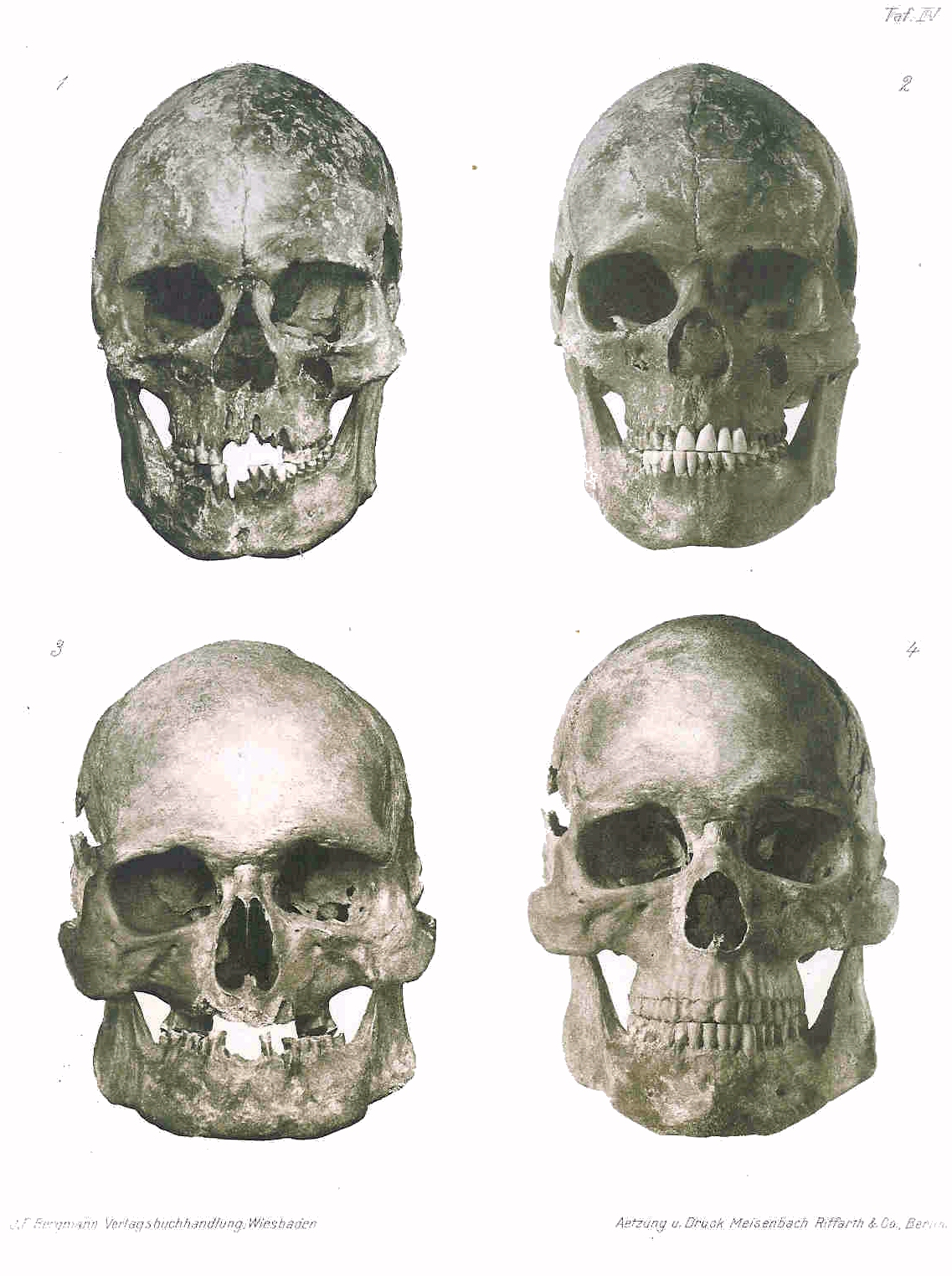
Vue frontale des crânes de la femme (en haut) et de l'homme (en bas) - à droite complétées par des prothèses.

Le crâne de la femme a été trouvé désintégré en ses os individuels par le détachement de ses sutures très simples, mais a pu être réassemblé, à l'exception de parties des deux écailles temporales, des os nasaux et de certaines lacunes à la base du crâne.
Le crâne dolichocéphale a une longueur maximale de 184 mm, une largeur maximale de 129 mm et une hauteur maximale de 135 mm (mesurée depuis le bord avant du foramen occipital jusqu'au sommet). Sa circonférence horizontale est de 512 mm. En vue latérale, le contour de la boîte crânienne s'étend en arc de cercle sur le front bombé et raide jusqu'au foramen occipital. La vue de face du visage montre une mâchoire fortement développée. Le front moyennement large est divisé par une couture frontale. Les orbites carrées sont relativement grandes. La cavité nasale est de taille modérée, le palais est profondément arqué et une mâchoire inférieure très forte avec un menton clair complète la ligne de profil abrupte. La dentition était complète au cours de la vie, à l'exception de la troisième molaire supérieure droite. Les trois dernières molaires sont moins usées que le reste des dents et n’ont donc pas émergé depuis très longtemps.
Ces valeurs et celles des autres os du squelette ont amené Bonnet à conclure « que le sujet féminin avait un corps menu d'une taille d’environ 155 cm ». Les calculs actuels de la longueur du corps de la femme varient entre 160 cm ± 3,7 cm et 163 cm ± 4,1 cm. Quant à l'âge de la femme, Bonnet a supposé qu'elle avait environ 20 ans. Aujourd'hui, son âge est estimé à environ 25 ans.

### Crâne masculin

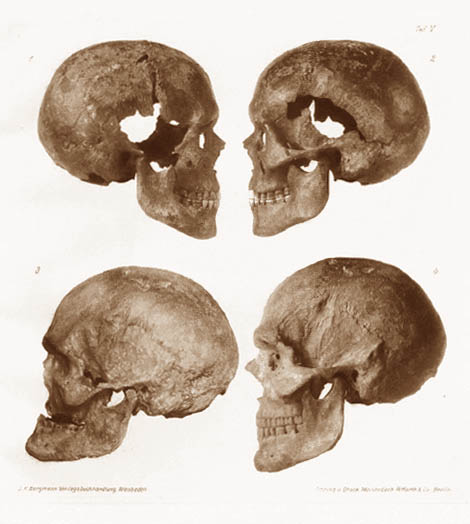
Vue latérale des deux crânes : en haut la femme (à droite avec dents complétées) ; en bas l'homme (à droite avec dents complétées).

Contrairement au crâne de la femme, pour Bonnet, le crâne de l'homme présente une « disproportion flagrante » par rapport au front moyennement large et quelque peu incliné et au crâne bien bombé en raison de sa largeur et de sa faiblesse. Il a estimé l'âge de l'homme entre 40 et 50 ans.
La plus grande longueur du crâne est de 193 mm, la plus grande largeur est de 144 mm, la plus grande hauteur est de 138 mm, la circonférence horizontale est de 538 mm. La capacité a été déterminée à environ 1 500 cm³. Les orbites oculaires basses et rectangulaires sont fortement inclinées vers l’extérieur et vers le bas ; au-dessus d’elles se trouve un renflement supérieur uniforme d’environ 8 mm de large. Une crête frontale basse et centrale s'étend, s'élargissant et s'aplatissant jusqu'au sommet. L'ouverture nasale est étroite par rapport à la largeur du visage et le palais, outre la régression partielle du processus dentaire par rapport au reste de la structure de la mâchoire, est sensiblement petit.
Au cours de la vie, seules les deux dernières molaires fortement orientées vers l'extérieur des deux côtés et la canine gauche étaient présentes dans la mâchoire supérieure. Les incisives de la mâchoire inférieure sont tombées au cours de la vie, puis une incisive et une canine sont tombées. Toutes les couronnes dentaires ont été usées, comme c'est souvent le cas sur les dents des jeunes crânes du Quaternaire, à l'exception de petits restes d'émail dentaire. La dentine exposée est noire.
De ces valeurs et du fort développement de tous les processus musculaires sur le crâne et les os des extrémités, Bonnet a conclu que l'homme d'Oberkassel avait une force physique « inhabituelle » et mesurait environ 160 cm. Les calculs actuels de la longueur du corps varient entre 167 cm ± 3,3 cm et 168 cm ± 4,8 cm.

## Interprétation
Dans son rapport, Robert Bonnet a tenté dans un premier temps de classer les deux squelettes d'Oberkassel en les comparant à des populations précédemment observées. Pour lui, les caractères individuels qu'il a trouvés chez l'homme indiquaient qu'il était proche des Néandertaliens. D'autres, comme le visage large et bas avec les orbites basses et rectangulaires, le nez étroit et la mâchoire inférieure en forme de V avec son triangle de menton prononcé, l'ont amené à déduire les caractéristiques des humains de Cro-Magnon, qui étaient des Homo sapiens. Pour le scientifique de Bonn, les deux crânes présentaient des similitudes indéniables, ainsi que des différences significatives l'un par rapport à l'autre. « Dans les deux crânes, dit Bonnet, s'expriment les conséquences très remarquables des croisements qui ont eu lieu pendant le diluvium. »
Après ses premières tentatives de classification en 1914, il eut l'intention de comparer les squelettes d'Oberkassel avec d'autres squelettes du Pléistocène afin d'étayer et de clarifier ses résultats. Mais à cause de la Première Guerre mondiale, il dut se limiter aux données littéraires et ne put accéder aux autres musées et collections européens. Après la Première Guerre mondiale, il n’a pas eu beaucoup de temps pour poursuivre ses recherches. Bonnet est décédé en 1921.
Le premier à classer les squelettes d'Oberkassel comme représentants typiques du type de Cro-Magnon fut Josef Szombathy en 1920. Sept ans plus tard, Karl Saller se saisit de la question et attribue les découvertes à une « race Oberkassel ». Ce faisant, il leur a conféré une indépendance qui n’était pas et n’est toujours pas partagée par d’autres scientifiques. Aujourd’hui, il est admis que « le Paléolithique supérieur était nettement plus homogène que ne le suggèrent les différenciations typologiques idéales en races de Cro-Magnon, Grimaldi, Brno ou Combe-Capelle »

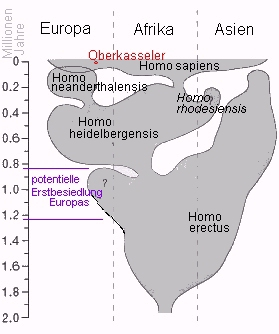
Place des individus d'Oberkassel dans l'arbre généalogique humain.

L'anthropologue de Mayence Winfried Henke, pour qui les découvertes d'Oberkassel constituent les « fossiles du Paléolithique supérieur les plus importants d'Allemagne » , a soumis les squelettes à un inventaire scientifique en 1986. Il a examiné à nouveau les deux crânes, désormais en utilisant des méthodes de recherche modernes. Son objectif était de déterminer les « affinités morphologiques » avec des découvertes européennes comparables et de déterminer si les fossiles d'Oberkassel peuvent être clairement distingués craniologiquement des autres découvertes fossiles européennes de la même époque ou de périodes plus récentes ou s'ils sont basés sur des « analyses comparatives-statiques ». On peut supposer que les habitants d'Oberkassel entrent discrètement dans l'échantillon de comparaison.
Henke est arrivé à la conclusion que l'homme d'Oberkassel s'écarte de l'échantillon de comparaison en particulier « dans les dimensions de largeur du crâne facial (largeur de l'arcade zygomatique, largeur de l'angle de la mâchoire inférieure, largeur de l'orbite), ainsi que dans les dimensions de largeur occipitale », « tandis que les autres données métriques du crâne correspondent en grande partie à la moyenne et sont donc banales ». Par rapport à son échantillon de comparaison spécifique au sexe, la femme d'Oberkassel présente une nette déviation vers des dimensions plus étroites du crâne cérébral. « Dans l'ensemble, dit Henke, sur la base de l'analyse métrique univariée, le squelette féminin s'écarte considérablement du pôle type qui est opposé au crâne masculin. »
En résumé, l'analyse de Henke a confirmé « que les habitants d'Oberkassel adoptent une position extrême sur certaines caractéristiques métriques ». Cependant, les crânes examinés n’étaient en aucun cas « en dehors du spectre de distribution des échantillons de comparaison » en termes de morphologie. Sur la base des données métriques de la boîte crânienne, l'homme d'Oberkassel ne pouvait « être caractérisé que comme un homme robuste moyen », tandis que Henke a classé la femme « comme gracieuse et clairement encline au pôle de type hyperféminin ».
En ce qui concerne la classification de l'homme d'Oberkassel, selon l'étude de Henke, il "appartient clairement au groupe des formes cromagnides" . Chez la femme d'Oberkassel, contrairement à l'homme, Henke voit des affinités claires avec le type Combe-Capelle , avec une population dans laquelle « une grâce prononcée est évidente » et que Henke considère comme complémentaire du type cromagnide. (Remarque : comme on l'a appris seulement en 2011, la sépulture de Combe-Capelle peut être classée dans le Mésolithique : elle représente donc une descendante potentielle de la femme d'Oberkassel.) Si ces similitudes externes indiquent également des relations familiales, cela ne peut être déterminé qu'en 2011. D'autres recherches en génétique moléculaire et archéométrique peuvent être mises en œuvre.
Avec de telles recherches, il y a aussi « une grande chance » de prouver, dit Henke, que « les habitants d'Oberkassel ont joué un rôle décisif dans notre ascendance directe ».

## Objets funéraires

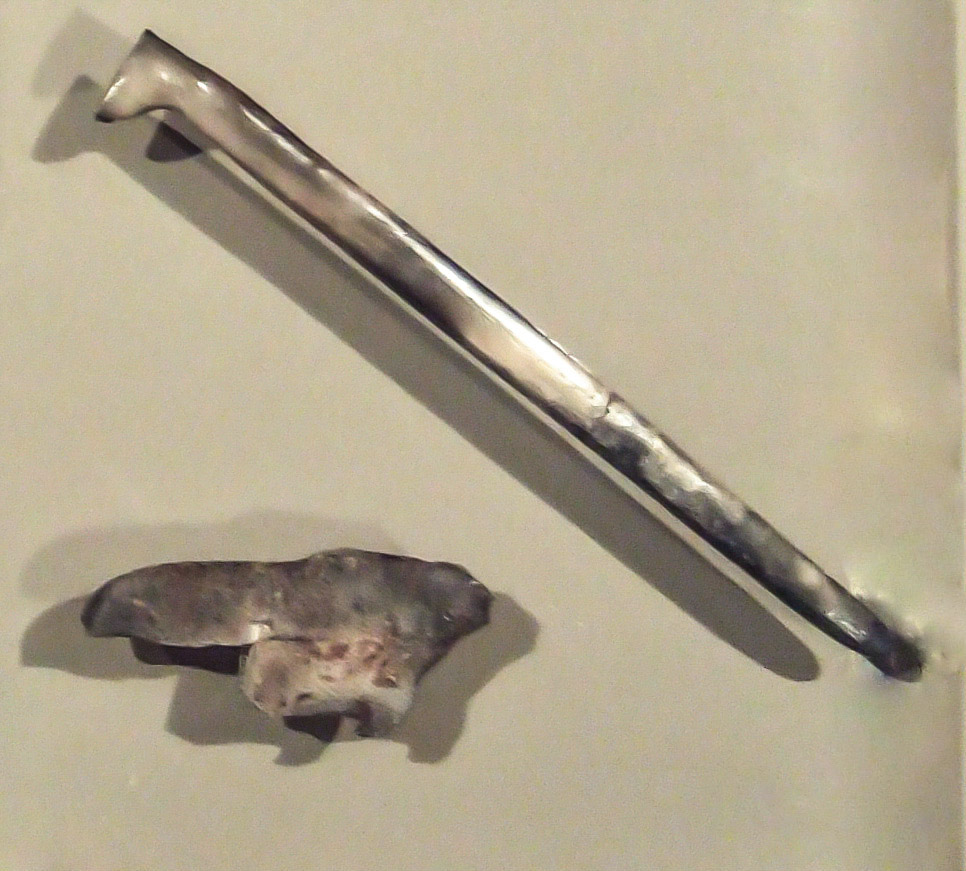
« Épingle à cheveux » et « tête d'animal » en os.

Outre les restes humains de la tombe d'Oberkassel, les objets funéraires traités sont particulièrement précieux sur le plan archéologique, car ils constituent un témoignage important de l'étape culturelle dans laquelle vivait la population. Ce sont eux qui, en 1914, ont fourni des indices sur l'attribution présumée de la tombe au Magdalénien inférieur.
Les ouvriers de la carrière avaient immédiatement découvert « l'épingle à cheveux » en récupérant les squelettes ; Heiderich a commencé à étudier l'objet, que les scientifiques ont initialement décrit comme une « tête d'animal » ou une « tête de cheval », lorsqu'il a trié les pièces trouvées dans la carrière. Il remarqua de petits fragments d'os avec des lignes gravées, qui n'appartenaient pas aux deux squelettes humains. Verworn en parle ainsi :
« Lorsqu'il [Peter Uhrmacher] m'a apporté ces fragments le soir même, nous avons été agréablement surpris de constater qu'ils allaient ensemble et provenaient d'une tête d'animal plate et sculptée en trois dimensions, comme on en a trouvé parfois dans le Sud de la France. Les fractures des pièces étaient encore fraîches et nettes, et il ne faisait donc aucun doute que la sculpture avait été brisée seulement lorsque les squelettes ont été découverts, sans que les ouvriers l'aient détecté. En revanche, étant donné que les ouvriers avaient retiré du sol ces fragments d'os en même temps que les os du squelette, ainsi que de la couche de craie rouge qui les recouvrait, il était clair, sans aucun doute possible, que la tête d'animal sculptée était un ajout aux squelettes, tout comme l'était l'« épingle à cheveux ». Dans la composition complète de la sculpture de tête d'animal, il manquait un fragment plus grand, qui a dû être perdu lorsque les restes osseux ont été retirés du sol et n'a pu être retrouvé lors des fouilles ultérieures sur le site. » – M. Verworn, R. Bonnet, G. Steinmann, La découverte humaine diluvienne d'Obercassel près de Bonn. Wiesbaden 1919, p. 4
Verworn a vu une offrande funéraire dans un autre os d'animal. Il l’a décrit comme un « os d’animal en forme de poinçon ».

### «Épingle à cheveux»

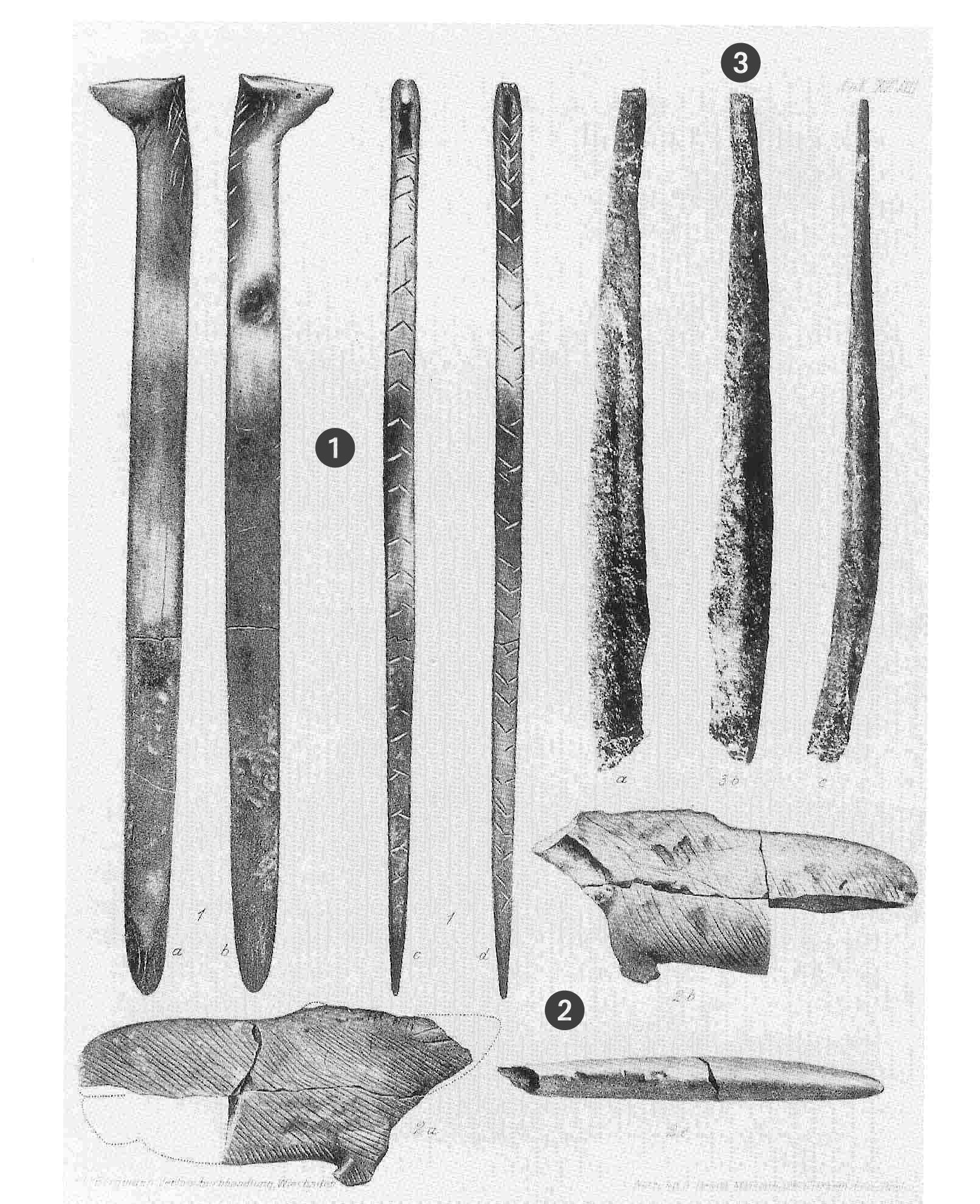
Objets culturels de la double tombe d'Oberkassel. Figure 1 : quatre vues de « l'épingle à cheveux ». Figure 2 : trois vues de la « tête de cheval ». Figure 3 : trois vues de l'« os d'animal non transformé en forme de poinçon ».

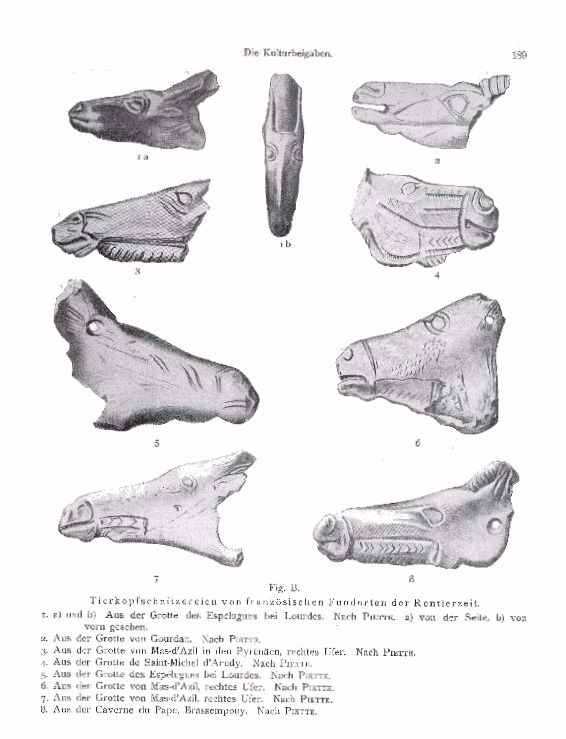
Sculptures de têtes d'animaux provenant de sites français, que Max Verworn comparait avec la supposée « tête d'animal ».

L' « épingle à cheveux » est un objet sculpté dans un os dur, très finement poli, d'environ 20 cm de long et de section rectangulaire, que Verworn appelait un « instrument de lissage ». Au bout du manche se trouve une petite tête d'animal qui ressemble à une tête de rongeur ou à une tête de martre. L’autre extrémité est brute. Sur les côtés étroits, l'instrument présente une décoration crantée très caractéristique de la saison des rennes.
La raison pour laquelle le bâtonnet en os était appelé « épingle à cheveux » dans les premiers rapports sur sa découverte était probablement qu'il se trouvait sous le crâne de l'un des deux squelettes, suggérant qu'il s'agissait d'un ornement capillaire féminin. Dans les descriptions ultérieures, il était appelé « grattoir », « lissoir » ou « poinçon en os ». Cependant, comme cette découverte est restée sans parallèle à ce jour, aucune déclaration précise ne peut être faite sur son utilisation réelle.

### «Tête d'animal» ou sculpture d'orignal
Cette sculpture plate réalisée à partir d'une pelle en bois de cerf mesure 8,5 cm de long, 3,5 à 4 cm de large et un peu moins de 1 cm d'épaisseur. Il montre les contours d'un corps animal incomplètement conservé, essentiellement le torse. La tête, la partie distale des pattes avant et la partie inférieure de la partie arrière du corps avec les pattes postérieures sont brisées et perdues. On peut supposer que le fragment arrière ne s'est rompu que lors des fouilles, mais il n'a pu être retrouvé malgré les recherches. Le contour du corps de l'animal a été découpé dans la matière, tandis que les surfaces des deux côtés sont décorées de gravures parallèles obliques. Sur le ventre et le cou, la forme du corps est soulignée par des hachures contrastées.
Les experts supposent aujourd'hui que cet ajout est une représentation d'un élan. Ce point de vue est étayé par le fait que des objets comparables ont maintenant été trouvés dans des établissements des groupes Federmesser ou des sites français de la fin de l'ère glaciaire (Pont d'Ambon, La Borie del Rey, Abri Morin, Abri Murat). En particulier, l' élan ambré de Weitsche (Basse-Saxe) est utilisé comme parallèle nord-allemand. La représentation de Weitsche est celle d'une vache élan, avec des décorations presque identiques.
Immédiatement après les fouilles, Verworn a interprété par erreur la petite sculpture comme un « contour découpé ». Il s'agit d'une de ces petites sculptures de têtes de chevaux que l'on trouvait souvent dans la région magdalénienne centrale du Sud-Ouest de la France et du Nord de l'Espagne et qui étaient presque exclusivement réalisées sous forme de bas-reliefs à partir d'os hyoïdes de chevaux. Il écrit à ce sujet en 1914 : « Cette sculpture en os est une de ces petites têtes de cheval étroites, en forme de planchettes, gravées des deux côtés, retrouvées en grand nombre et dans de nombreuses variantes par Paul Girod et Élie Massénat à Laugerie-Basse, et par Édouard Piette dans les Pyrénées : « Je voudrais imaginer l'indice fossile caractéristique des couches inférieures du Magdalénien. » Pendant longtemps, grâce à la petite gravure, l'ensemble de la découverte d'Oberkassel a été classé au Magdalénien IV sur la base de ce supposé parallèle. En plus de la datation au radiocarbone, qui exclut effectivement une attribution au Magdalénien IV, il existe également des arguments stylistiques contre une telle classification chronologique.

### «Os d'animal non travaillé en forme de poinçon»
L'enquête a montré que l'évaluation de Verworn est correcte et qu'une troisième découverte peut être considérée comme un objet funéraire. Il a décrit la découverte comme « un os d’animal non transformé en forme de poinçon » . La pièce est l’os du pénis d’un ours, probablement un ours brun. Cependant, et cela contraste avec ce que Verworn savait en 1919, il présente « une série de fines marques de coupe recouvertes par la suite d'hématite ». Ces traitements de la découverte, comme pour la « flèche en cheveux » et la deuxième sculpture sur os, suggèrent qu'il s'agissait d'un bien culturel humain précoce.

### Le chien et autres restes fauniques
En comparaison avec les squelettes et les objets culturels, les scientifiques qui ont évalué la découverte d'Oberkassel après la découverte de la tombe n'ont prêté que peu d'attention aux restes d'os d'animaux qu'ils y ont trouvés. Dans le premier rapport de 1914, ces découvertes n'étaient mentionnées qu'en passant ; en 1919, Steinmann détailla cette partie des découvertes funéraires dans son texte « L'ère géologique des découvertes ».

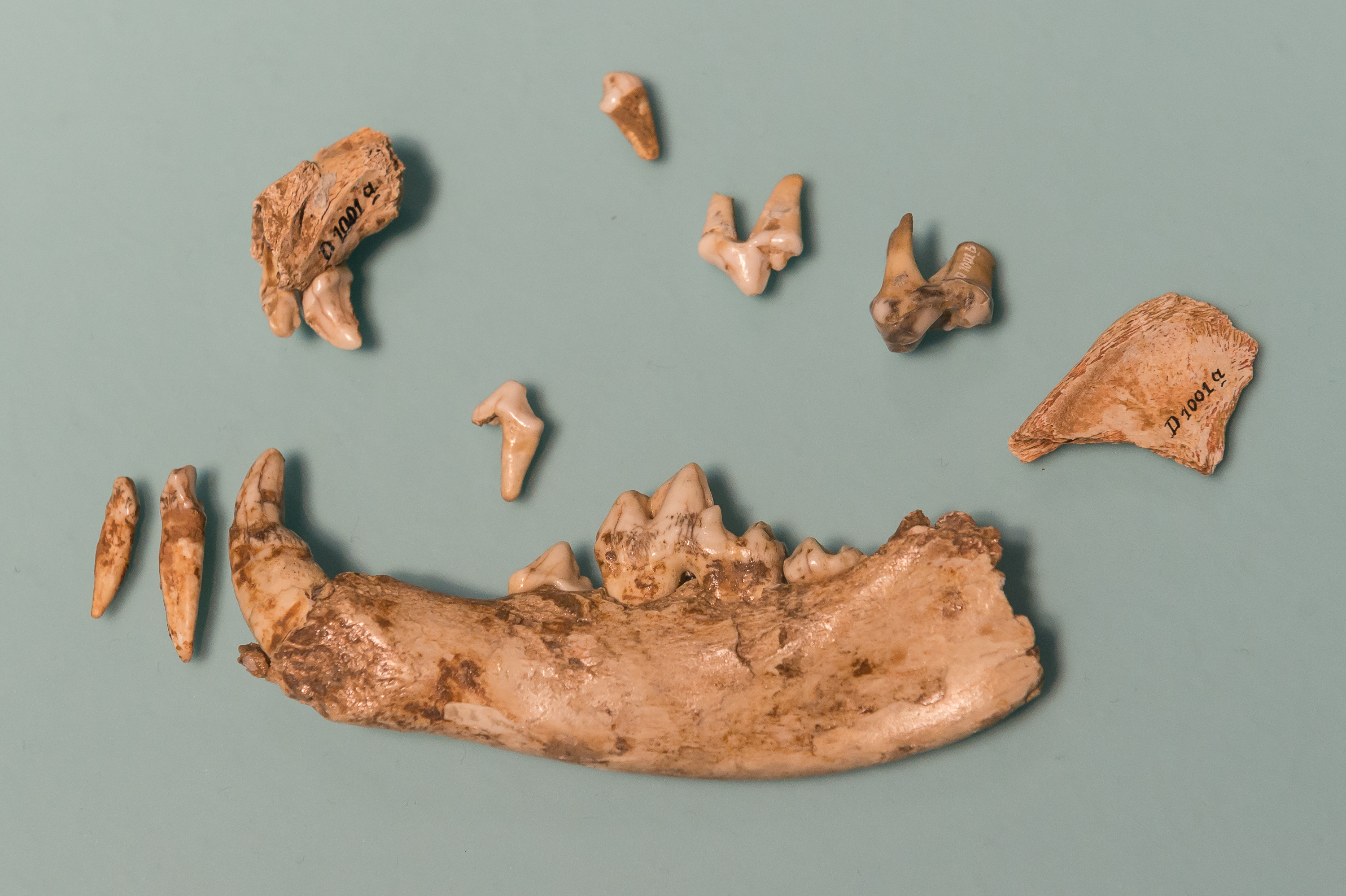
Mandibule et dents du chien.

En 1986, Günter Nobis publia à nouveau les ossements d'animaux. Cela a abouti à une révision partielle des conclusions que Steinmann avait publiées en 1919. Désormais, seuls l'ours brun (Ursus arctos) et le chien domestique (Canis familiaris) sont décrits comme prédateurs, tandis que les ongulés à doigts égaux comprennent le cerf élaphe (Cervus elaphus) et l'aurochs (Bos primigenius)/ bison des steppes (Bison priscus). Il n'est pas possible d'identifier avec précision les ossements de bovins sur la base des restes existants. Nobis a également identifié par erreur le lynx (Lynx lynx) et le chevreuil (Capreolus capreolus), mais du point de vue actuel, ces os peuvent également être attribués au chien domestique. La faune suggère une couverture forestière clairsemée, comme c'est typique des interstades glaciaires tardifs - en particulier l'Alleröd. L'affectation à l'Alleröd est également évidente en raison de la classification archéologique à l'époque des groupes Federmesser, mais ne correspondrait qu'aux données radiométriques les plus récentes.
« Les restes de canidé présents dans le matériel animal d'Oberkassel, auparavant attribués au loup, a déclaré Nobis dans le résumé des résultats de ses recherches, sont particulièrement importants. La comparaison morphologique et métrique montre que la somme des caractéristiques de domestication parle en faveur d'un chien domestique. Avec toute la prudence nécessaire, on peut affirmer que le loup est devenu un animal domestique à la fin du Paléolithique : le chien domestique d'Oberkassel, qui accompagnait les chasseurs de la race Cromagnon il y a environ 14 000 ans, est donc le plus ancien animal domestique connu de l'humanité à avoir date. »
L’apparition du chien domestique à Oberkassel et l’apparition presque simultanée des premiers chiens domestiques en Europe centrale, au Proche-Orient, en Extrême-Orient et en Amérique du Nord « font penser à plusieurs centres indépendants de domestication autochtone du loup au Paléolithique supérieur ». Une étude de l'ADNmt de 18 canidés préhistoriques d'Eurasie et d'Amérique publiée en 2013 proposait que l'origine de la domestication du loup soit en Europe, dans une fenêtre temporelle comprise entre il y a 32 000 et 18 000 ans. Le chien d'Oberkassel faisait partie des spécimens examinés.

## Recherches sur la datation et la génétique

### XXe siècle
Dans les années et décennies qui ont suivi la découverte de 1914, en plus de déterminer l'âge en fonction des conditions géologiques du site, les scientifiques se sont attachés à procéder à une classification historique en comparant les squelettes et les objets culturels de la tombe avec d'autres découvertes archéologiques. La datation au radiocarbone existe depuis les années 1960 : des échantillons d'os de la double tombe d'Oberkassel ont été soumis à cette procédure en 1994 dans le cadre d'une étude menée à l'Université d'Oxford. La datation a abouti à 12 200 – 11 500 uncal. BP, calibré entre 12 000 et 11 350 av JC. Une enquête menée par l'Office rhénan pour la préservation des monuments archéologiques a donné des résultats similaires en 1994. Des échantillons de sol ont été prélevés dans la couche où se trouvait la tombe, à environ 80 m du lieu de la découverte. Martin Street, préhistorien au RGZM, a résumé les résultats des investigations de 1999 dans des contributions à la chronologie des sites archéologiques de la dernière période glaciaire en Rhénanie du Nord. On peut donc dire que les deux sujets d'Oberkassel ont vécu dans la phase du Magdalénien supérieur ou période des groupes Federmesser.

### XXIe siècle

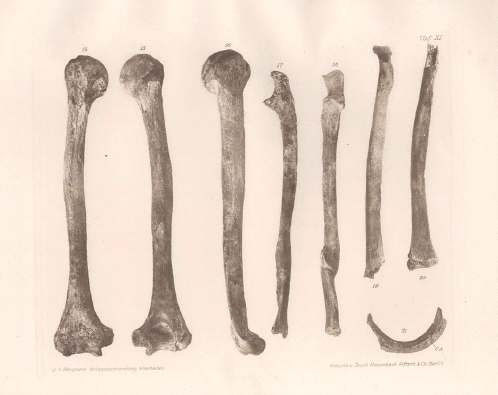
Parties du squelette masculin de la tombe double d'Oberkassel. En partant de la gauche : (14) humérus droit photographié de face, partiellement complété ; (15) humérus droit photographié de dos (partiellement complété) ; (16) humérus droit photographié de l'extérieur (partiellement complété) ; (17) os du coude droit vu de l'intérieur ; (18) os du coude droit vu de face ; (19) radius gauche du côté extenseur ; (20) os radial droit du côté fléchisseur ; (21) 2e côte droite vue du dessus. Source : Verworn, Bonnet, Steinmann, La découverte humaine diluvienne d'Obercassel près de Bonn, Wiesbaden 1919.

En 2014, à l'occasion du 100e anniversaire de la découverte du site, le complexe funéraire a été soumis à un réexamen scientifique complet dans le cadre d'un projet de recherche du LVR-Landesmuseum Bonn,. Sur la question de la relation entre les deux individus d'Oberkassel, une équipe de recherche dirigée par Johannes Krause, qui a examiné l'ADN des plus anciennes découvertes de squelettes d'Allemagne et d'Europe, — par exemple les restes humains d'une triple sépulture à Dolní Věstonice, en République tchèque —, affirme : « Nous savons maintenant que les deux individus n'étaient pas aussi étroitement liés l'un à l'autre que peuvent l'être des membres d'une même fratrie,. » Dans cette étude, les deux sujets d'Oberkassel jouent un rôle dans la question de déterminer quand Homo sapiens a quitté l'Afrique pour l'Europe, date estimée entre il y a 95 000 et 62 000 ans.
Les analyses isotopiques des os montrent que les sujets d'Oberkassel mangeaient principalement de la viande, mais que du poisson d'eau douce et des moules figuraient aussi à leur menu. « Il est également clair que la collecte d'aliments à base de plantes est devenue plus importante parmi les gens modernes. » Les analyses isotopiques de l'émail dentaire de la femme et de l'homme suggèrent que tous deux ont consommé leur nourriture dans des zones différentes dans leur enfance et au cours de leur vie. L'analyse de l'ADN mitochondrial a révélé une relation relativement étroite avec les graines du Nord de la Scandinavie. « On peut en conclure que les gènes des derniers chasseurs et cueilleurs ont été conservés plus longtemps dans le Nord de l'Europe et que l'ADN de notre région a été influencé au cours des millénaires par les agriculteurs et les éleveurs venus d'autres contrées. » La femme avait eu au moins une grossesse et un accouchement. L’homme avait survécu à une fracture du cubitus droit et à une blessure à l’os pariétal gauche, qui a bien guéri. Reste à savoir si la blessure au crâne était un accident, un coup ciblé ou un projectile (une balle de fronde ?).
Fu et al. (2013) ont déterminé l'haplogroupe mt des individus « Oberkassel 998 et 999 » comme étant U5b1 et donc comme l'ADN mt typique des chasseurs et cueilleurs d'Europe occidentale (WEHG). Malheureusement, les auteurs ont introduit des confusions dans les dates.
En partant des mesures brutes RCBP et recalibrées avec l'actuel OxCal 4.4, on obtient :
- un individu 998 avec 11 570±100 RCBP μ = 11 484 et une médiane = 11 484 ± 101 calBC ;
- pour l'individu 999 avec 12 180 ± 100 RCBP μ = 12 200 et une médiane = 12 161 ± 228 calBC.

### Étude de 2023
Dans une étude génétique publiée dans Nature en mars 2023, les auteurs décrivent les ancêtres des chasseurs-cueilleurs de l'Ouest (WHG) comme des populations associées à la culture épigravettienne, qui ont largement remplacé les populations associées à la culture magdalénienne il y a environ 14 000 ans (les ancêtres des individus associés au Magdalénien étaient les populations associées aux cultures occidentales du Gravettien, du Solutréen et de l'Aurignacien). Dans l'étude, l'ascendance WHG est rebaptisée « ascendance Oberkassel », trouvée pour la première fois au nord des Alpes chez deux individus datés de 14 000 ans sur le site éponyme d'Oberkassel, qui peut être modélisée comme un mélange de l'ascendance Villabruna (en) (elle-même modélisée comme un mélange entre une lignée liée au cluster de Věstonice (en) et une lignée ancestrale des individus Kostenki-14 et Goyet Q116-1), et une ascendance Goyet-Q2 liée aux individus trouvés en Europe avant le dernier maximum glaciaire.
L'étude indique que tous les individus du cluster Oberkassel pourraient être modélisés comme ayant approximativement 75 % d'ascendance Villabruna et 25 % Goyet-Q2 ou, alternativement, comme ayant environ 90 % d'ascendance Villabruna et 10 % d'ascendance Fournil, un groupe nouvellement identifié décrit comme une lignée sœur de l'ascendance Goyet Q116-1 trouvée chez des individus associés à la culture gravettienne du sud-ouest de l'Europe. L'étude suggère que l'ascendance d'Oberkassel était en grande partie déjà formée avant de s'étendre, peut-être à l'ouest des Alpes, en direction de l'Europe occidentale et centrale et la Grande-Bretagne, où les individus WHG échantillonnés sont génétiquement homogènes.